# ایوائو ایشی
ایوائو ایشی (به ژاپنی: 石井 巌)؛ ۱ ژانویهٔ ۱۹۶۶ (−۵۹ سال) یک تدوین‌گر فیلم، اهل ژاپن بود.
از فیلم‌ها یا برنامه‌های تلویزیونی که وی در آن نقش داشته‌است می‌توان به اوتوکو وا تسورای یو （۱۹۶۹–۱۹۹۵） اشاره کرد.